# Враг народа (пьеса)
«Враг наро́да» (норв. En folkefiende) — пьеса норвежского драматурга Генрика Ибсена, написанная в 1882 году. Главный герой пьесы — доктор Томас Стокман (в первых переводах на русский, делавшихся с немецкого языка — Штокман), который обнаруживает в лечебных водах родного курортного города загрязнение и добивается их закрытия на ремонт. «Враг народа» стал ответом Ибсена публике, которая плохо приняла предыдущую скандальную по тем временам пьесу «Привидения».

## Сюжет
Доктор Томас Стокман — уважаемый житель приморского городка на юге Норвегии, в котором только что открылись лечебные воды, в исследовании которых Стокман сыграл важную роль. Его брат Петер — глава города (фогт), полицмейстер и председатель правления курорта. Курорт крайне важен для жителей, поскольку приток туристов обещает стать источником процветания всего города. В обустройство водолечебницы были вложены большие деньги. Однако через некоторое время после начала её работы Стокман обнаруживает, что в лечебные воды попадают отходы из канализации, в результате чего туристы, приехавшие на лечение, заболевают тяжёлыми болезнями. Он считает это открытие своим главным достижением, разрабатывает проект дорогостоящей реконструкции канализации и направляет доклад брату.
К удивлению Стокмана, все городские власти, включая его брата, либо не осознают опасности, либо не хотят на неё реагировать, потому что закрытие курорта или начало работ стало бы катастрофой для города. Во время одного из споров Петер называет Томаса «врагом общества». Когда Стокман понимает, что его попытки ничем не увенчаются, он устраивает собрание жителей города, на котором провозглашает, что самые опасные «враги истины и свободы — это сплоченное либеральное большинство». Вскоре от Стокмана и его семьи отворачиваются все, даже его друзья, которые до того его поддерживали. Его самого увольняют, преподаватели отказываются давать уроки его детям. В финале Стокман приходит к выводу, что во всех важных вопросах большинство всегда будет ошибаться. Он говорит своей семье, что «самый сильный человек на свете
— это тот, кто наиболее одинок».

## Анализ
«Враг народа» входит в число самых «социальных» пьес Ибсена. Образ Стокмана — один из самых однозначных главных героев Ибсена, автор явно выступает на его стороне. Стокман противопоставлен трусливым и эгоистичным обывателям. Пока он действует в русле общепринятых ценностей, он занимает высокую позицию в обществе, но как только Стокман становится обличителем, общество сразу объявляет бойкот. В поздних пьесах Ибсен больше внимания уделял внутреннему миру героев, поэтому их образы вырисовывались более противоречивыми.

## Постановки и адаптации

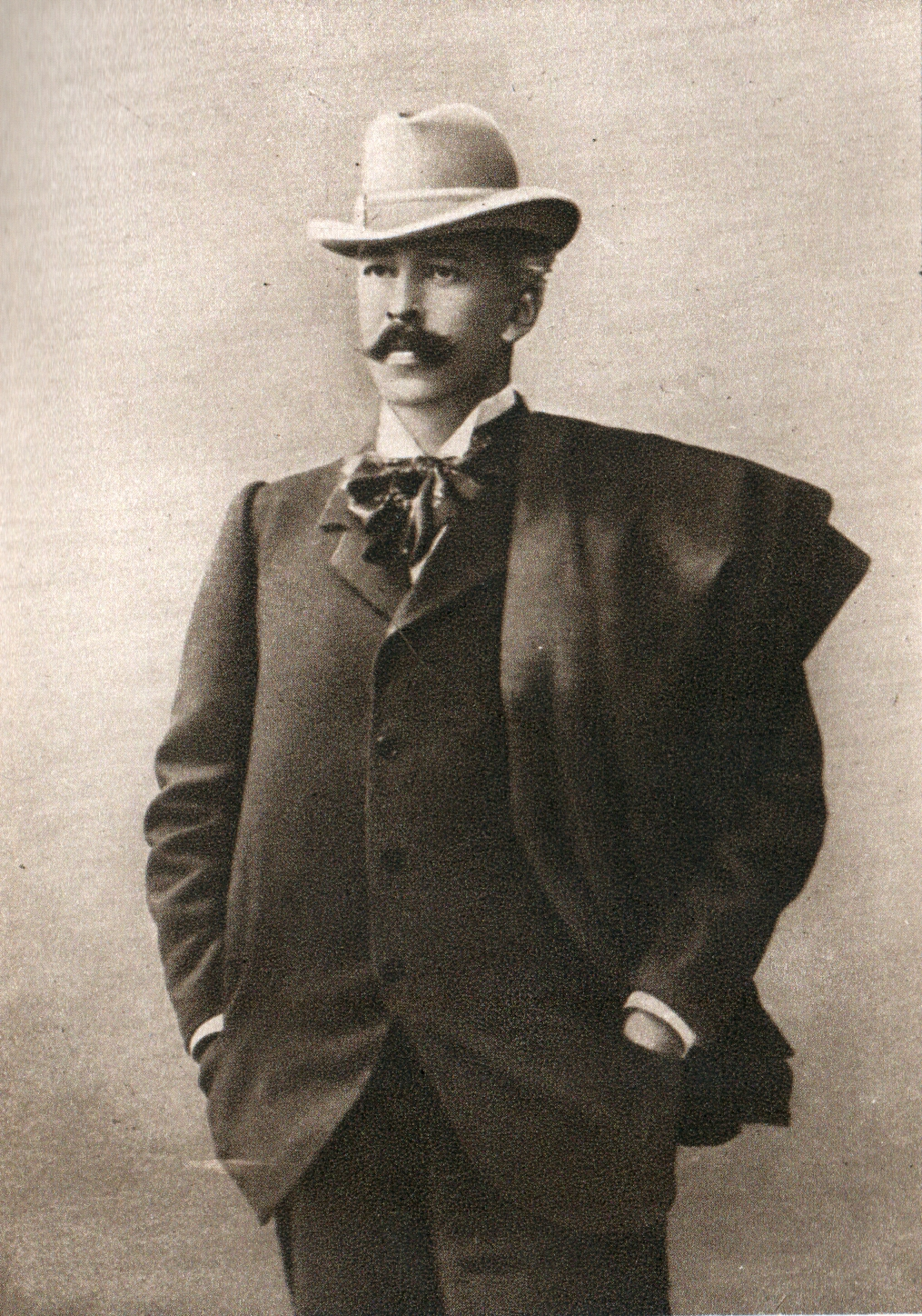
К. С. Станиславский в роли доктора Штокмана, 1900 год

Константин Станиславский в 1900 году поставил пьесу в Московском художественном театре под названием «Доктор Штокман» и сам исполнил главную роль.
Американский драматург Артур Миллер адаптировал «Врага народа» для бродвейской постановки, в которой Стокмана сыграл Фредрик Марч. Постановка Миллера в 1978 году была экранизирована со Стивом Маккуином в главной роли. В конце 1980-х годов появилось ещё две экранизации пьесы: «Враг респектабельного общества» (Таллинфильм, 1988, режиссёр — Микк Микивер, в главной роли — Лембит Ульфсак) и «Враг народа» (1989, режиссёр — Сатьяджит Рей).
В 2013 году Лев Додин поставил «Врага народа» в Малом драматическом театре в Санкт-Петербурге. Спектакль и исполнитель главной роли Сергей Курышев были номинированы на премию «Золотая маска».